# Tótsági Esperességi Kerület
A Tótsági Esperességi Kerület vagy Tótsági Esperesség, olykor egyszerűen Tótsági Kerület latinul Districtus Tóthságiensis a mai Vendvidék és Muravidék egy részén a 18.-19. század között fennállt katolikus egyházi közigazgatási terület volt.
Az esperesség megalakulásával egyidőben a hivatalos közigazgatási dokumentumok a Vas vármegye területéhez tartozó vidéket már Tótság néven jegyezték. Ez körülbelül Alsószölnöktől Muraszombatig (ma Murska Sobota, Szlovénia) terjedt ki. A vidék lakói többségében egy jellegzetes nyelvet, a vendet beszélő szlovének voltak, akiket akkoriban magyarul tótoknak hívtak. A latin forrásokban az embereket és nyelvjárásukat vandalus-nak azaz vandálnak hívták. Egy 1587-es kiadású szertartáskönyvben az „Agenda Vandalica”-ban már szerepel ez, s az egyházi iratok lingua Vandalica néven írják a 18. században a prekmurjei nyelvet, azaz a vendet.

Szlovének ellenben nemcsak Vas, hanem Zala és Somogy vármegye területén is éltek, de arra a Tótság fogalma nem terjedt ki.
Az esperesség létrehozása előtt számos egyházközség és fília az Őrségi Esperességi Kerületbe tartozott bele.

Az esperesség intézménye továbbra is fennmaradt, amikor 1777-ben létrejött a Szombathelyi egyházmegye, mivel előtte Vas a Győri egyházmegye része volt. 1783-ban Szily János szombathelyi püspök, aki pártolta a megye nemzetiségeit, a Tótsági Kerület élére Küzmics Miklós plébános-írót nevezte ki, továbbiakban is még voltak szlovén nemzetiségű esperesei a kerületnek. Egyébként a vidéknek figyelemre méltó számban volt magyar és német lakossága is, utóbbi például Alsószölnökön, Füksincen, vagy Görlincen.
Mivel a Szombathelyi egyházmegye a zalai szlovénokat is egy közigazgatásba vonta, ezért idővel megszűnt a kerület és helyén a szentgotthárdi, muraszombati és alsólendvai esperességek jöttek létre.

## A kerület történelmi plébániái
Néhány tótsági plébánia eredete egészen a középkorig nyúlik vissza. A legkiemelkedőbbek a nagytótlaki (ma Selo) Szent Miklós rotunda, Moravske Toplice mellett, vagy a 14. századi vízlendvai Szent György templom.

## A Tótság egyházközségei
- Borecsa (ma Borháza)
- Dolinc (ma Dolány)
- Felsőlendva
- Felsőpetróc (ma Péterhegy)
- Hidegkút (ma Vashidegkút)
- Kancsóc (ma Felsőszentbenedek)
- Martyánc (ma Mártonhely)
- Muraszombat
- Nagytótlak
- Pecsaróc (ma Szentsebestyén)
- Pertocsa (ma Perestó)
- Tissina (ma Csendlak)
- Vízlendva (egykor Szentgyörgy)

## A Tótság esperesei
- Barbély Miklós
- Hüll János
- Küzmics Miklós
- Hánsék Imre
- Bernyák Ferenc
- Augusztits Adolf
- Hüll Ferenc (ténylegesen már muraszombati esperes)

## Külső hivatkozások
- mkozar
- Vas Megyei Levéltár: Districtus Tóthságiensis Cath. Aca. Jud.